# نفرکامین آنو
نِفِرکامین آنو به گمانی یکی از فرعون‌های دودمان هشتم مصر مصر باستان بوده است که در دوره نخست میانی مصر فرمانروایی می‌کرده است. نام او هم در فهرست پادشاهان ابیدوس و هم در فهرست پادشاهان تورین آمده است. طول دوره فرمانروایی او در فهرست تورین با فاصله‌ای پاک شده است.